# Antoon Breyne
Antoon Jérôme Breyne (Ieper, 6 mei 1910 - Jette, 12 juni 1986) was een Belgisch journalist en senator.

## Levensloop
Breyne promoveerde in 1933 tot doctor in de rechten en doctor in de thomistische wijsbegeerte aan de Katholieke Universiteit Leuven en studeerde er eveneens politieke en sociale wetenschappen. Van 1933 tot 1935 was hij in Ieper provinciaal correspondent voor De Standaard. In 1935 werd hij directeur van het weekblad Elckerlyc en in 1937 werd hij redacteur-buitenland van het dagblad De Courant. Na het verdwijnen van dit dagblad werkte hij tot aan het begin van de Tweede Wereldoorlog als journalist bij Het Volk - De Tijd. Tijdens de oorlog werkte hij als ambtenaar.
Na de Bevrijding werd Breyne vanaf 1 november 1944 lid van de politieke redactie van het dagblad De Nieuwe Standaard, het latere De Nieuwe Gids waarvan hij van 1958 tot 1975 de directeur-hoofdredacteur was. In 1946 werd hij tevens lector aan de Katholieke Universiteit van Leuven, waar hij van 1968 tot aan zijn emeritaat in 1980 buitengewoon hoogleraar voor onder meer techniek, recht, persgeschiedenis en administratieve rechtsgeschiedenis was. In 1947 was hij aan de universiteit medeoprichter van het Instituut voor Journalistiek. Van 1950 tot 1952 leidde hij de studiedienst van het ACW en van 1952 tot 1960 was hij secretaris van de Nationale Arbeidsraad. Vervolgens was hij van 1960 tot 1961 gecoöpteerd senator van de CVP. Na zijn politieke loopbaan werd hij in 1961 voorzitter van de raad van beheer van het Belgisch Instituut voor Voorlichting en Democratie.
Ook al was zijn dagblad van geringe circulatie, de hoofdartikels van Breyne werden in de politieke en journalistieke middens met aandacht gelezen en becommentarieerd. Ze werden vaak beschouwd als een weergave van wat in invloedrijke kringen, verbonden met de CVP, werd gedacht. Hij ondertekende zijn artikels in De Nieuwe Gids meestal met de pseudoniemen De Wijze of Antoon Vanhaverbeke. In deze artikelen toonde hij zich een aanhanger van de gematigde Vlaamsgezinden binnen de CVP en verdedigde hij de politiek die gevoerd werd door Théo Lefèvre.
Van 1949 tot 1980 was Breyne eveneens lid van de Vlaamse Journalistenclub Brussel, waar hij achtereenvolgens bestuurslid, voorzitter en erevoorzitter werd. Bovendien was hij van 1969 tot 1972 voorzitter van de Algemene Belgische Persbond, voorzitter van de Vereniging van Europese Journalisten en voorzitter van de Vlaamse Journalistenclub.
Zijn archieven worden bewaard in het KADOC, Leuven. Hij werd begraven op het kerkhof van Schaarbeek.

## Publicaties
- Le droit de guerre selon Jean de Legnano, doctoraatsverhandeling, Leuven, 1933.
- Is staatshervorming nog actueel?, in: Democratische Studiebladen, 1948.
- De vrijheid in de Staat, XXXIIIe Vlaamse Sociale Week, Leuven, 1951.